# 5-Minute Crafts
5-Minute Crafts é um canal feito em estilo americano e localizada em Chipre que no YouTube faz vídeos no estilo faça você mesmo (DIY). Criado em 2016, o canal tem recebido uma considerável atenção da mídia por seus DIY vídeos e também pelas controvérsias em seus vídeos de receitas, onde seus vídeos instruem os usuários a realizarem coisas perigosas e enganosas. A partir de outubro de 2019, o canal recebeu mais de 16 bilhões de visualizações e é classificado como o quinto com mais inscritos da plataforma, com mais de 68 milhões de assinantes.

## Descrição e formato
- 5-Minute Crafts é de propriedade de TheSoul Publishing  localizado em Limassol, Chipre.[4][5][6][7] A empresa foi fundada por Pavel Radaev e Marat Mukhametov, uma dupla russa conhecida por suas origens em contéudo de mídia social.[5] O editor declarou que produz 1.500 vídeos por mês e emprega 550 pessoas que trabalham em vários canais do YouTube e páginas do Facebook.[5] O canal esta sob a network da Channel Frederator.[8] A marca 5-Minute Crafts é também operado no Instagram.[9]

O contéudo do canal contém na maioria vídeos relacionados a crafts e lifehacks baseados nos formatos DIY e how-to. Joshua Cohen do Tubefilter descreveu o canal como "Fornecedor de vídeos amigáveis de DIY." Os vídeos do canal empregam um estilo popularizado pela série Tasty do BuzzFeed, na qual a câmera é apontada diretamente para baixo em uma mesa, em estilo de ponto de vista, com os sujeitos tendo apenas as mãos aparecendo na câmera.

## História e crescimento
5-Minute Crafts foi registrado no YouTube em 15 de novembro de 2016. O primeiro vídeo do canal, intitulado "5 essential DIY hacks that you need to know" (5 hacks de DIY essenciais que você precisa saber), foi enviado no dia seguinte.
Em 2017, a contagem de inscritos do canal e o número de visualizações dos vídeo cresceram rapidamente. Em um artigo publicado pela empresa de mídia Mic em Junho de 2017, 5-Minute Crafts foi observado ter acumulado mais de 4 milhões de assinantes. Em Abril de 2018, a Tubefilter cobriu uma tendência em relação aos vídeos de limpeza de primavera no YouTube, observando a participação de 5-Minute Crafts. Até Novembro, o website Vox publicou que 5-Minute Crafts era um canal de "grande sucesso", citando seus mais de 10 bilhões de visualizações de vídeos e seu ranking como o quinto canal com mais inscritos no YouTube, com quase 40 milhões de assinantes na época. Os relatórios e análises de dados estatísticos publicados em 2018 destacaram a popularidade crescente do gênero DIY, e particularmente a de 5-Minute Crafts no YouTube durante o ano. A Tubular Insights, uma empresa de análise de dados, escreveu que "vídeos sobre artesanato, design de interiores e decoração, projetos do tipo faça você mesmo e mais clipes sobre como fazer o seu próprio lar foram alguns dos vídeos mais assistidos em todo o YouTube no 2º trimestre de [2018]." A empresa acrescentou que, "O 5-Minute Crafts, em particular, destacou-se entre outros criadores, uma vez que reivindicava uma boa porcentagem de visualizações sobre essa plataforma." Durante uma semana em Dezembro de 2018, o canal recebeu mais de 238 milhões de visualizações em vídeos.
Tendo recebido mais de 50 milhões de assinantes até março de 2019, a mídia notou a posição da 5-Minute Crafts como o terceiro canal mais assinado, ficando atrás do PewDiePie e da T-Series.